# Jan Thomassen à Thuessink van der Hoop van Slochteren
Abraham Johan (Jan) Thomassen à Thuessink van der Hoop, heer van Slochteren, Kolham, Foxham en Half Schildwolde (Groningen, 20 februari 1838 - Slochteren, 19 maart 1882) was een Nederlands politicus.

## Biografie
Van der Hoop was een telg uit het geslacht Van der Hoop en een zoon van de latere officier van justitie mr. Evert Jan Thomassen à Thuessink van der Hoop van Slochteren (1809-1852) en Willemina Elisabeth de Ranitz (1812-1891), telg uit het geslacht De Ranitz. Hij was een neef van Groen van Prinsterer, over wie zijn zoon mr. dr. Matthijs Pieter Thomassen à Thuessink van der Hoop van Slochteren (1876-1967) zijn proefschrift zou schrijven. In 1847 erfde hij van de halfzuster van zijn grootvader Hermanna Louisa Christina de Sandra Veldtman, vrouwe van Slochteren c.a. (1789-1847), weduwe van jhr. Johan Hora Siccama (1778-1829), de heerlijkheid Slochteren, Kolham, Foxham en Half Schildwolde met de Fraeylemaborg; haar weduwnaar jhr. Wiardus Hora Siccama (1791-1867), telg uit het geslacht Siccama, behield echter het vruchtgebruik zodat hij pas in 1867 over de goederen, waaronder de borg, kon beschikken. Met het oog op dat bezit volgde hij in 1865 een cursus aan de landhuishoudkundige school te Haren.
Van der Hoop studeerde vanaf 1857 rechten aan de Groningse universiteit waar hij op 18 december 1862 op stellingen promoveerde. Daarna was hij kandidaat-notaris en lid van Provinciale Staten van Groningen, voor de antirevolutionairen. In 1873 trouwde hij met Geertruida Ketelaar (1846-1925), met wie hij vijf kinderen kreeg. In 1879 volgde hij in het district Steenwijk de politieke veteraan Storm van 's Gravesande op als lid van de Tweede Kamer, na bij de verkiezingen de liberale kandidaat te hebben verslagen. Hij maakte deel uit van de Parlementaire enquête naar de exploitatie van Nederlandse Spoorwegen. Al na drie jaar Kamerlidmaatschap kwam hij te overlijden. Zijn broer Gijsbert Hendrik volgde hem op.
Mr. A.J. Thomassen à Thuessink van der Hoop overleed in 1882 op zijn borg op 44-jarige leeftijd.